# Anna-Gletscher
Der Anna-Gletscher (polnisch Lodowiec Anny) ist ein Gletscher auf King George Island im Archipel der Südlichen Shetlandinseln. Er fließt zwischen dem Rose Peak und dem Rea Peak in südöstlicher Richtung zum Polonia-Piedmont-Gletscher am Kopfende der King George Bay.
Teilnehmer einer polnischen Antarktisexpedition im Jahr 1981 benannten den Gletscher nach Anna Tokarska, Teilnehmerin bei dieser Forschungsreise und Mitglied der geologischen Mannschaft auf King George Island zwischen 1979 und 1980.